# Pterostylis squamata
Pterostylis squamata är en orkidéart som beskrevs av Robert Brown. Pterostylis squamata ingår i släktet Pterostylis och familjen orkidéer.
Artens utbredningsområde är Tasmanien. Inga underarter finns listade i Catalogue of Life.